# Chiesa di Jørlunde
La chiesa di Jørlunde è un luogo di culto luterano danese di Jørlunde, in Danimarca, costruito all'inizio del XII secolo in stile romanico su progetto dell'architetto Skjalm Hvide.

## Storia e descrizione
La chiesa attuale in stile romanico venne costruita verso la fine del XII secolo sui resti di una chiesa in legno risalente al X secolo. Il progetto è attribuito all'architetto Skjalm Hvide, architetto noto nella Danimarca all'epoca: nonostante oggi il paese conti appena 300 abitanti, durante il periodo vichingo la città ricopriva un ruolo strategico nella zona e molte famiglie ricche vi risiedevano, finanziandovi probabilmente una chiesa. Del progetto originario oggi si possono osservare solo la navata centrale e la parte occidentale del presbiterio.
La base della torre campanaria venne costruita verso il XIII secolo usando blocchi di granito.
Nel XIV secolo, con l'arrivo dello stile gotico le piccole finestrelle romaniche vennero rimpiazzate e furono costruite numerose volte all'interno della navata.
Nel XV secolo fu costruita la sacrestia, venne abbattuto l'abside e fu allargato il coro. La torre venne innalzata e decorata sulla sommità dei frontoni in mattoni che ancora oggi sono presenti.
Tra il 1963 e il 1965 la chiesa è stata completamente restaurata.
La chiesa ospita un grande quantitativo di affreschi e dipinti risalenti al periodo che va dal XII secolo al XVII secolo: molte opere sono state tuttavia ricollocate in musei mentre altre sono andate distrutte negli anni a causa dei lavori di rifacimento dell'interno.

### Organo

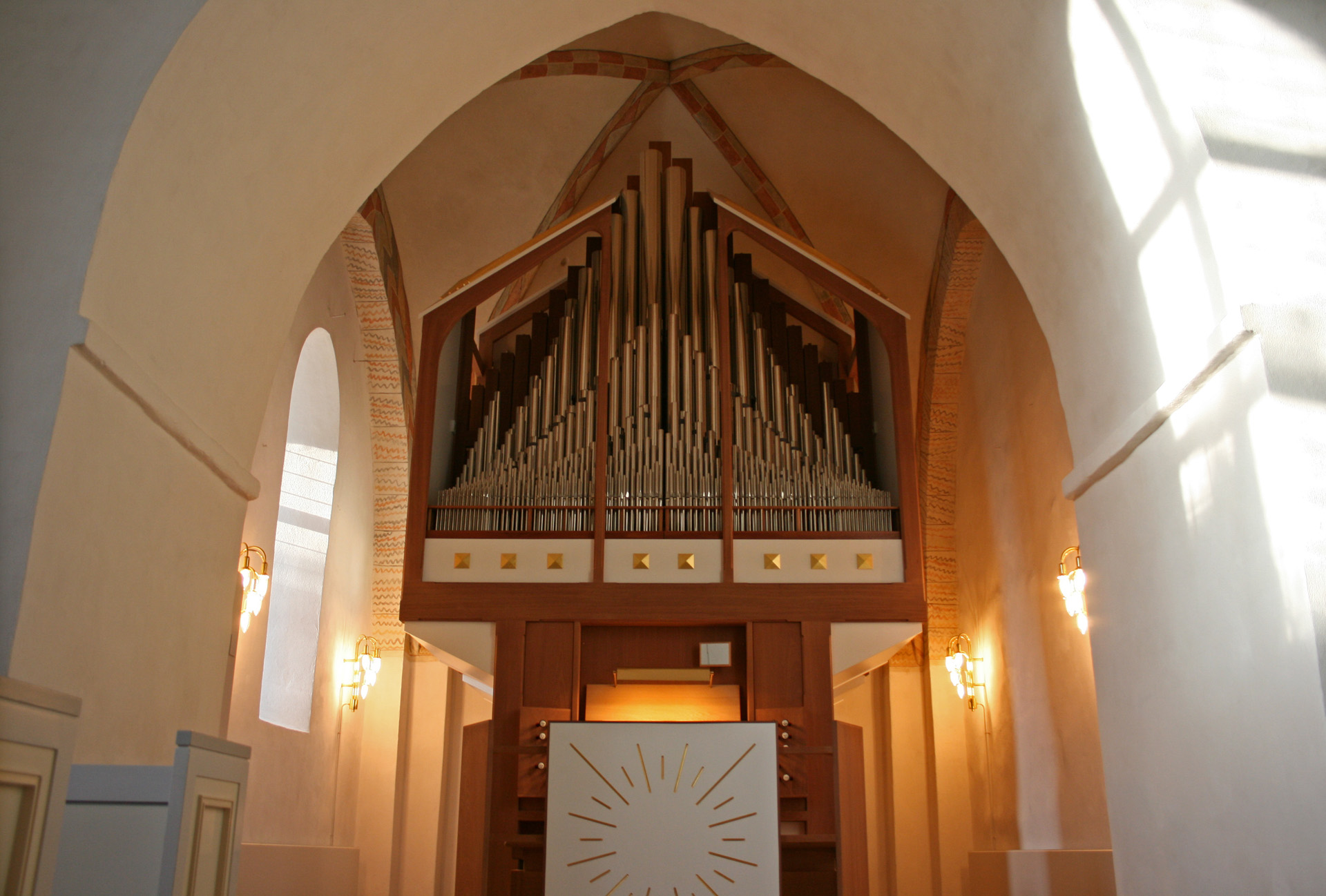
L'organo

L'organo a canne è stato costruito dall'azienda danese Frobenius Orgelbyggeri nel 2009 e ha 19 voci, 24 registri, 25 gradi e 1360 canne, tra cui le canne d'organo più alte installate in una chiesa di un villaggio danese. Gli architetti dell'organo sono Inger e Johannes Exner mentre le specifiche e il design tonale sono stati creati dal compositore Frederik Magle. Il suo album Like a Flame è stato registrato con questo organo.